# 魯西基莫恰爾
48°53′56″N 22°31′41″E / 48.89889°N 22.52806°E
魯西基莫恰爾（烏克蘭語：Руський Мочар）是烏克蘭西部的村莊，隸屬外喀爾巴阡州的烏日霍羅德區。該村面積21.71平方公里，該村落海拔高度520米。